# Mosè riceve le tavole della legge
Mosè riceve le tavole della legge è un dipinto a olio su tela (194,5x129,8 cm) realizzato tra il 1950 ed il 1952 dal pittore Marc Chagall.
È conservato nel Centre Pompidou di Parigi.
Il quadro rappresenta un episodio biblico: Mosè, raffigurato come un anziano dal volto verde, si accinge a prendere da Dio le tavole della legge sul monte Sinai.
In basso a sinistra Chagall si autoritrae nell'atto di dipingere la tela stessa.